# El Chiflón
El Chiflón es una localidad del municipio de Nacajuca ubicado en la subregión centro del estado mexicano de Tabasco.

## Geografía
La localidad de El Chiflón se sitúa en las coordenadas geográficas 18°12′34″N 92°56′36″O / 18.209444, -92.943333, a una elevación de 1 metro sobre el nivel del mar.

## Demografía
Según el Conteo de Población y Vivienda 2020, efectuado por el Instituto Nacional de Estadística y Geografía, la localidad de El Chiflón tiene 374 habitantes, de los cuales 199 son del sexo masculino y 175 del sexo femenino. Su tasa de fecundidad es de 2.81 hijos por mujer y tiene 105 viviendas particulares habitadas.
| Gráfica de evolución demográfica de El Chiflón entre 1990 y 2020 |
|                                                                  |
| INEGI.                                                           |